# Nothomiza grata
Nothomiza grata là một loài bướm đêm trong họ Geometridae.